# Eucinetomorphus trabuti
Eucinetomorphus trabuti là một loài bọ cánh cứng trong họ Melandryidae. Loài này được Peyerimhoff miêu tả khoa học năm 1918.